# TEPCOひかり
TEPCOひかり（テプコひかり）とは、

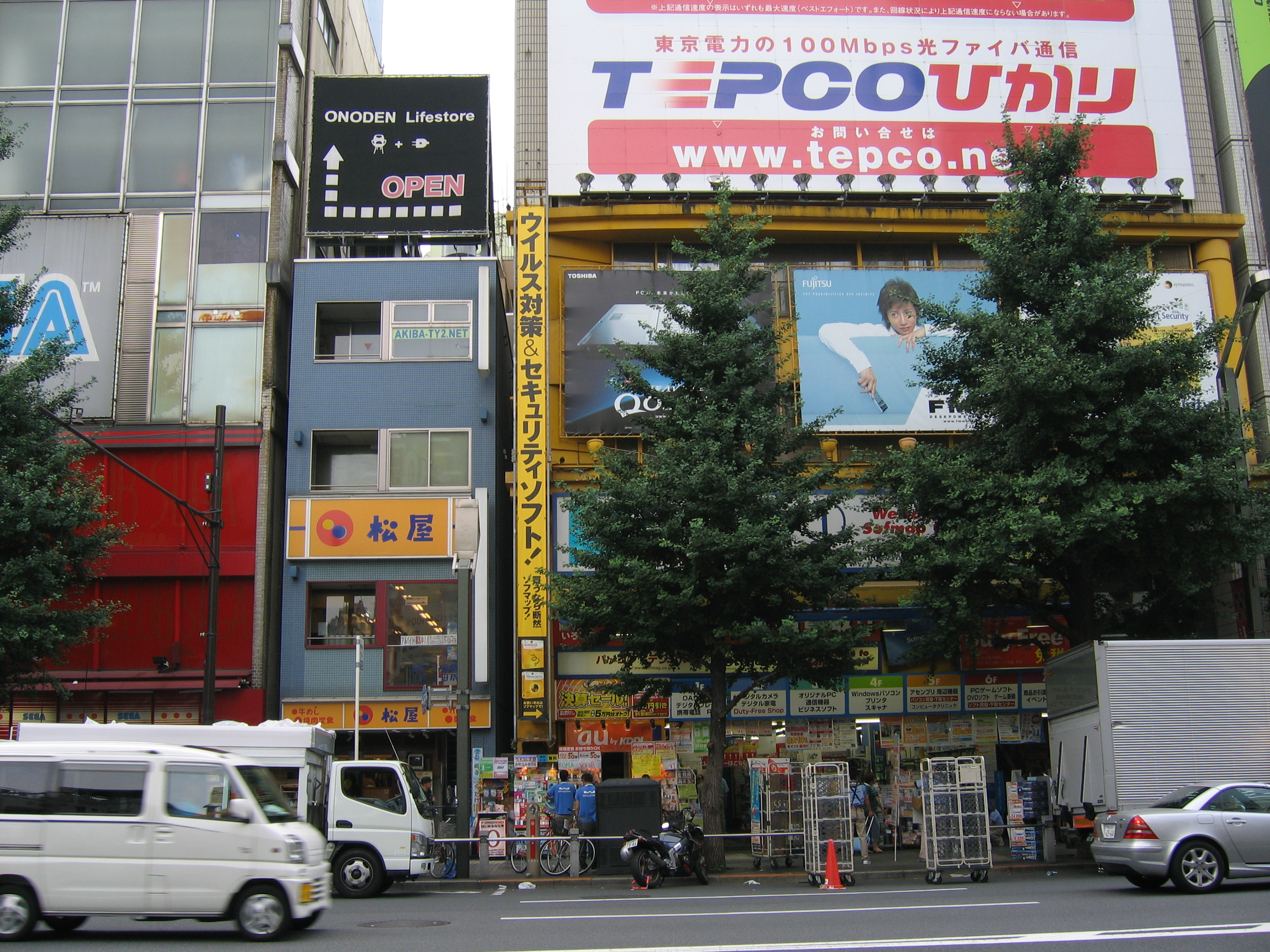
旧TEPCOひかりの広告看板（2005年、秋葉原）

1. 東京電力（現東京電力ホールディングス）が2002年3月から[1]2006年12月まで提供していた光ファイバー接続サービス（FTTH）。
2. 東京電力エナジーパートナーとパネイルの合弁会社PinTが2018年10月から提供しているフレッツ光（光コラボレーション）を使用したインターネット接続サービス。

## 概要
「TEPCOひかり」で用いられている回線の最初の起源は、電力系統・電力設備の制御・保守のための電力保安通信線（専用線）である。東京電力は、1978年（昭和53年）に光ファイバーケーブルを日本で初めて実用化し、電力保安通信線をメタル回線から光回線に置き換えていった。その後は1986年設立の子会社 東京通信ネットワーク（後のパワードコム）にて企業向けに通信サービスを提供していたものの、東京電力本体では一般向けサービスを行なっていなかった。しかし2004年10月に策定された東京電力グループの中期経営方針「経営ビジョン2010」により情報通信事業を重点的に推進してゆくことが決定し、その一環でダークファイバ等の未使用の帯域を活用して一般向けのネットワーク事業を行なうことになった。
このサービスの商品名が「TEPCOひかり」である。この名称は、東京電力の英語名略称である「TEPCO」に光ファイバーサービスであることを示す「ひかり」を組み合わせたもの。
2002年3月29日に東京都目黒区・大田区・世田谷区でサービスを開始し、1都4県（東京都・埼玉県・千葉県・神奈川県・群馬県）に提供エリアを広げていった。
形態は、インターネットサービスプロバイダ (ISP) が窓口となる一括契約型となっている。マンションタイプでの契約を除くすべての回線は、最大100Mbps占有型（加入者と局舎間はシングルスター方式で接続）であり、近隣利用者の利用状況に影響なく高い品質を保つことができた。またISPによっては、光ファイバーケーブルを使った固定電話サービス（IP電話）も使うことができた。
利用者宅→変電所・東電社宅などの通信設備→東京電力の支店・支社などの中継設備→アット東京のデータセンタ→プロバイダ→インターネット網 という回線構成になっていた。
理論的には東京電力の管轄地区（関東地方・山梨県・静岡県の富士川以東）においてのみ提供が可能のサービスではあるが、2006年時点における提供エリアはその中でも東京都とその周辺地区（神奈川県北東部・埼玉県南部・千葉県北西部）がほとんどで、茨城県・群馬県・山梨県での提供はわずかにすぎず、栃木県・静岡県や東京都でも都心郊外にある青梅市などではまったく提供されなかった。また、周辺地区では中心部に限られる場合が多かった。
2006年12月15日に、東京電力の通信事業撤退に伴い、TEPCOひかり事業を2007年1月1日からKDDIに移管することが発表され、サービス名も同社が提供する「ひかりone」（現･auひかり）に統一されることとなった。
2009年12月8日に、TEPCOひかりの回線サービスを2011年9月30日をもって全て終了すると発表された。具体的な終了理由は明確となっていないが、「同等サービス（ひかりone）が他にあり、設備の維持費などが過重にかかるため」と指摘されている。

### 再参入
東京電力エナジーパートナーとパネイルが2018年4月に共同出資で設立したPinTにより、2018年10月22日からNTT東日本、2020年2月1日からNTT西日本のフレッツ光（光コラボレーション　v6プラス対応）を利用したインターネット接続サービス「TEPCOひかり」のサービスを開始した。提携の都合上、日本全国を対象としており、PinTおよび東京電力エナジーパートナーの電気および都市ガスとのセット割引を設けている。東京電力グループの一般向けFTTH事業としては、11年ぶりの再参入となった。

## サービスプラン

### 旧サービス
- TEPCOひかり ホームタイプ → ひかりone ホーム100
最大100Mbps。回線占有型。同時接続数5台まで。
- TEPCOひかり SOHOタイプ → ひかりone SOHO
最大100Mbps。回線占有型。同時接続数20台まで。
- TEPCOひかり プレミアムタイプ → ひかりoneプレミアム
最大100Mbps。回線占有型。同時接続数64台まで。固定IPアドレス対応。
- TEPCOひかり マンションタイプ VDSLプラン → ひかりoneマンションタイプ V100
最大100Mbps。回線共有型。マンション内では電話回線用のメタルケーブルを利用したVDSL方式で、VSDLモデムを使って接続。
- TEPCOひかり マンションタイプ VDSLプラン → ひかりoneマンションタイプ V57
最大57Mbps。回線共有型。マンション内では電話回線用のメタルケーブルを利用したVDSL方式で、VSDLモデムを使って接続。
- TEPCOひかり マンションタイプ イーサプラン → ひかりoneマンションタイプ　E100
最大100Mbps。回線共有型。マンション内では有線LANで接続。
- TEPCOひかり マンションタイプ 5GHz無線プラン → ひかりoneマンションタイプ 無線
最大30Mbps。回線共有型。スピードネットの無線アクセスサービスを引き継いだもの。無線LAN(IEEE 802.11a)の親機を電柱に設置し、加入者宅の子機にパソコンなどを接続する[9]。現在の公衆無線LANと同じ仕組みであった。

### 現行サービス
- TEPCOひかり
最大1Gbps。
- TEPCOひかり マンションタイプ
最大1Gbps。ただしVDSL方式・LAN配線方式の場合は100Mbps。

## 対応プロバイダ
サービス開始当初に対応していたインターネットサービスプロバイダ。
- POINT（パワードコム） - 光プランTEPCOひかり
- So-net（ソニーコミュニケーションネットワーク） - So-net光（TEPCO）
- @nifty（ニフティ） - アットニフティTEPCOひかりコース
- BIGLOBE（日本電気） - TEPCOひかりコース
- スピードネット（東京電力） - TEPCOひかり。
- DION（KDDI） - DION光ファイバーTEPCOひかりコース
- ASAHIネット（朝日ネット）- TEPCOひかりコース
- hi-ho（ハイホー ブロードバンドシステムズ） - 光-TEPCOコース
- ODN（日本テレコム） - 「TEPCOひかり」コース

## CM
- 井川遥
- キングコング
- 志田未来
- 本上まなみ
- 本木雅弘
- 山田孝之
- 奥華子（2004年~ 作曲・歌・ピアノ）